# Mauritiusi ásólúd
A mauritiusi ásólúd (Alopochen mauritiana) a lúdalakúak (Anseriformes) rendjébe, ezen belül a récefélék (Anatidae) családjába tartozó faj.

## Rendszerezése
A fajt Alfred Newton és Hans Friedrich Gadow írták le 1893-ban, a Sarcidiornis nembe Sarcidiornis mauritiana néven. Andrews 1897-ben megállapította hogy ásólúd és a nílusi lúd (Alopochen aegyptiacus) legközelebbi rokona volt.
Többször azonos fajba sorolják a szintén kihalt madagaszkári ásólúddal (Alopochen sirabensis). Azt több kutató a mauritiusi faj alfajának véli csupán. Abban az esetben a mauritiusi ásólúd neve Alopochen mauritianus  mauritianus , a  madagaszkári ásólúdé Alopochen mauritianus sirabensis.

## Előfordulása
Kizárólag Mauritius szigetéről szubfosszilis formában ismert faj. Természetes élőhelyei a tavak környékén volt. Állandó, nem vonuló faj volt.

## Természetvédelmi helyzete
Az elterjedési területe kicsi volt. A Természetvédelmi Világszövetség Vörös listáján kihalt fajként szerepel. Kihalásának oka feltehetően a vadászat volt. A korai leírások szerint nem volt túl nagy, de húsa finom volt. 1681-ben már igen ritka lehetett, François Leguat francia felfedező és természettudós látta utoljára 1693-ban. A faj 1698-ra kihalt.